# Marie Bouzková

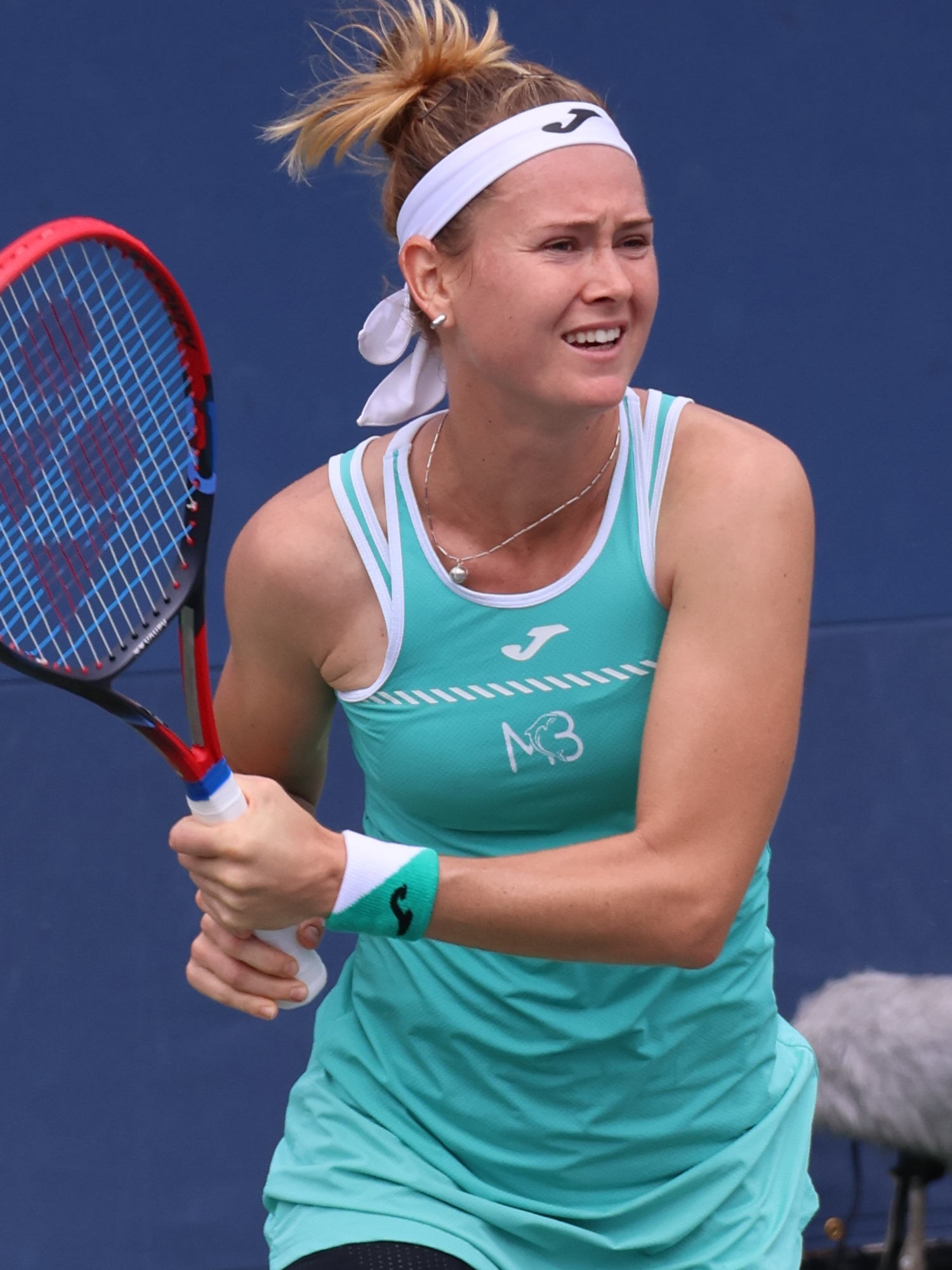
US Open 2023

Marie Bouzková (Praag, 21 juli 1998) is een tennisspeelster uit Tsjechië. Haar favoriete ondergrond is hardcourt. Zij speelt rechtshandig en heeft een tweehandige backhand. Zij is actief in het internationale tennis sinds 2013.

## Loopbaan
In 2014 won Bouzková de meisjesfinale van het US Open.
In 2015 maakte zij haar WTA-debuut op het WTA-toernooi van Acapulco.
In 2018 kwalificeerde zij zich op het US Open voor haar eerste grandslamtoernooi.
Bouzková stond in maart 2019 voor het eerst in een WTA-finale, op het toernooi van Guadalajara – zij verloor van de Russin Veronika Koedermetova. In augustus bereikte zij de halve finale op het Premier Five-toernooi van Toronto, door zich via het kwalificatietoernooi een plek te veroveren in de hoofdtabel, waar zij onder meer twee top tien-speelsters versloeg: in de tweede ronde Sloane Stephens (WTA-8) en in de kwartfinale Simona Halep (WTA-4). In de halve finale verloor zij weliswaar van Serena Williams (1–6, 6–3, 6–3), maar de Amerikaanse hield hiervan zoveel spierpijn over dat zij de finale niet kon uitspelen.
In 2020 bereikte Bouzková de finale van het WTA-toernooi van Monterrey – zij verloor in drie sets van de Oekraïense Elina Svitolina. Zij stond later dat jaar voor het eerst in een WTA-dubbelspelfinale, op het toernooi van Lexington, samen met de Zwitserse Jil Teichmann – zij verloren van Hayley Carter en Luisa Stefani. In december 2020 won Bouzková de Karen Krantzcke Sportsmanship Award van de WTA.
In april 2021 bereikte Bouzková de dubbelspelfinale van het WTA-toernooi van Charleston, met landgenote Lucie Hradecká aan haar zijde – daardoor kwam zij binnen in de top 100 van de dubbelspelranglijst. In juni bereikte zij met Hradecká weer een dubbelspelfinale, op het gras van Birmingham – hier behaalden zij de zege, ten koste van Ons Jabeur en Ellen Perez. Op Wimbledon 2021 bereikten de dames de kwartfinale, het beste grandslamresultaat van Bouzková tot dat moment. De week erna wonnen zij de dubbelspeltitel (Bouzková's tweede) op het WTA-toernooi van Praag – in de finale rekenden zij af met Viktória Kužmová en Nina Stojanović. Ook op het US Open bereikten zij de kwartfinale.
In april 2022 won Bouzková haar derde WTA-dubbelspeltitel, op het toernooi van Istanbul samen met de Spaanse Sara Sorribes Tormo. Op Wimbledon bereikte zij de kwartfinale in het enkelspel. In juli won zij haar eerste WTA-enkelspeltitel, op het toernooi van Praag. In december bereikte zij de 24e plaats op de wereldranglijst van het enkelspel, haar hoogste positie tot dat moment.
Op het dubbelspel van Wimbledon 2023 bereikte zij de halve finale, terug met Sara Sorribes Tormo aan haar zijde. In oktober won zij op het WTA 1000-toernooi van Peking haar vierde dubbelspeltitel met de Spaanse. Een week later won zij haar vijfde in Seoel, nu met de Amerikaanse Bethanie Mattek-Sands aan haar zijde.
In februari 2024 bereikte zij in het dubbelspel de halve finale op het WTA 1000-toernooi van Doha, samen met landgenote Markéta Vondroušová. Daarmee betrad zij de mondiale top 20 van het dubbelspel.
In juni 2025 won Bouzková haar zesde dubbelspeltitel, op het WTA-toernooi van Eastbourne, geflankeerd door de Kazachse Anna Danilina. In juli won zij haar tweede enkelspeltitel, op het WTA-toernooi van Praag – in de finale versloeg zij haar landgenote Linda Nosková. Als eerste in de toernooihistorie wist Bouzková voor de tweede keer het toernooi van Praag op haar naam te schrijven.

### Tennis in teamverband
In de periode 2023–2024 maakte Bouzková deel uit van het Tsjechische Fed Cup-team – zij vergaarde daar een winst/verlies-balans van 3–2.

## Persoonlijk
Toen Bouzková negen jaar oud was, verhuisde zij naar de Verenigde Staten om te trainen aan de tennisacademie van Nick Bollettieri in de buurt van Bradenton in Florida. Sindsdien pendelt zij tussen de VS en Tsjechië.
Zij studeert Business Administration aan de Indiana University East, die een partnership met de WTA heeft waardoor speelsters een voortgezette opleiding kunnen volgen terwijl zij aan de WTA-tour meedoen.

## Posities op deWTA-ranglijst
Positie per einde seizoen:
| jaar | rang enkelspel | rang dubbelspel |
| ---- | -------------- | --------------- |
| 2013 | 1195           | –               |
| 2014 | 497            | –               |
| 2015 | 378            | 1069            |
| 2016 | 260            | –               |
| 2017 | 187            | –               |
| 2018 | 142            | 1103            |
| 2019 | 57             | 214             |
| 2020 | 51             | 111             |
| 2021 | 89             | 34              |
| 2022 | 26             | 73              |
| 2023 | 34             | 23              |
| 2024 | 45             | 49              |

## Palmares
| Legenda                 |
| ----------------------- |
| Grandslamtoernooi       |
| Olympische Spelen       |
| Year-End Championships  |
| Premier Mandatory       |
| Premier Five / WTA 1000 |
| Premier / WTA 500       |
| International / WTA 250 |
| Challenger / WTA 125    |

### WTA-finaleplaatsen enkelspel
| nr.              | finale     | toernooi        | ondergrond | tegenstandster        | score         |         |
| ---------------- | ---------- | --------------- | ---------- | --------------------- | ------------- | ------- |
| gewonnen finales |            |                 |            |                       |               |         |
| 1.               | 2022-07-31 | WTA Praag       | hardcourt  | Anastasija Potapova   | 6-0, 6-3      | details |
| 2.               | 2025-07-26 | WTA Praag       | hardcourt  | Linda Nosková         | 2-6, 6-1, 6-3 | details |
| verloren finales |            |                 |            |                       |               |         |
| 1.               | 2019-03-16 | WTA Guadalajara | hardcourt  | Veronika Koedermetova | 2-6, 0-6      | details |
| 2.               | 2020-03-08 | WTA Monterrey   | hardcourt  | Elina Svitolina       | 5-7, 6-4, 4-6 | details |
| 3.               | 2021-02-19 | WTA Melbourne   | hardcourt  | Darja Kasatkina       | 6-4, 2-6, 2-6 | details |
| 4.               | 2022-02-27 | WTA Guadalajara | hardcourt  | Sloane Stephens       | 5-7, 6-1, 2-6 | details |
| 5.               | 2023-10-22 | WTA Nanchang    | hardcourt  | Kateřina Siniaková    | 6-1, 6-7, 6-7 | details |
| 6                | 2024-04-07 | WTA Bogota      | gravel     | Camila Osorio         | 3-6, 6-7      | details |
| 7.               | 2024-08-04 | WTA Washington  | hardcourt  | Paula Badosa          | 1-6, 6-4, 4-6 | details |

### WTA-finaleplaatsen vrouwendubbelspel

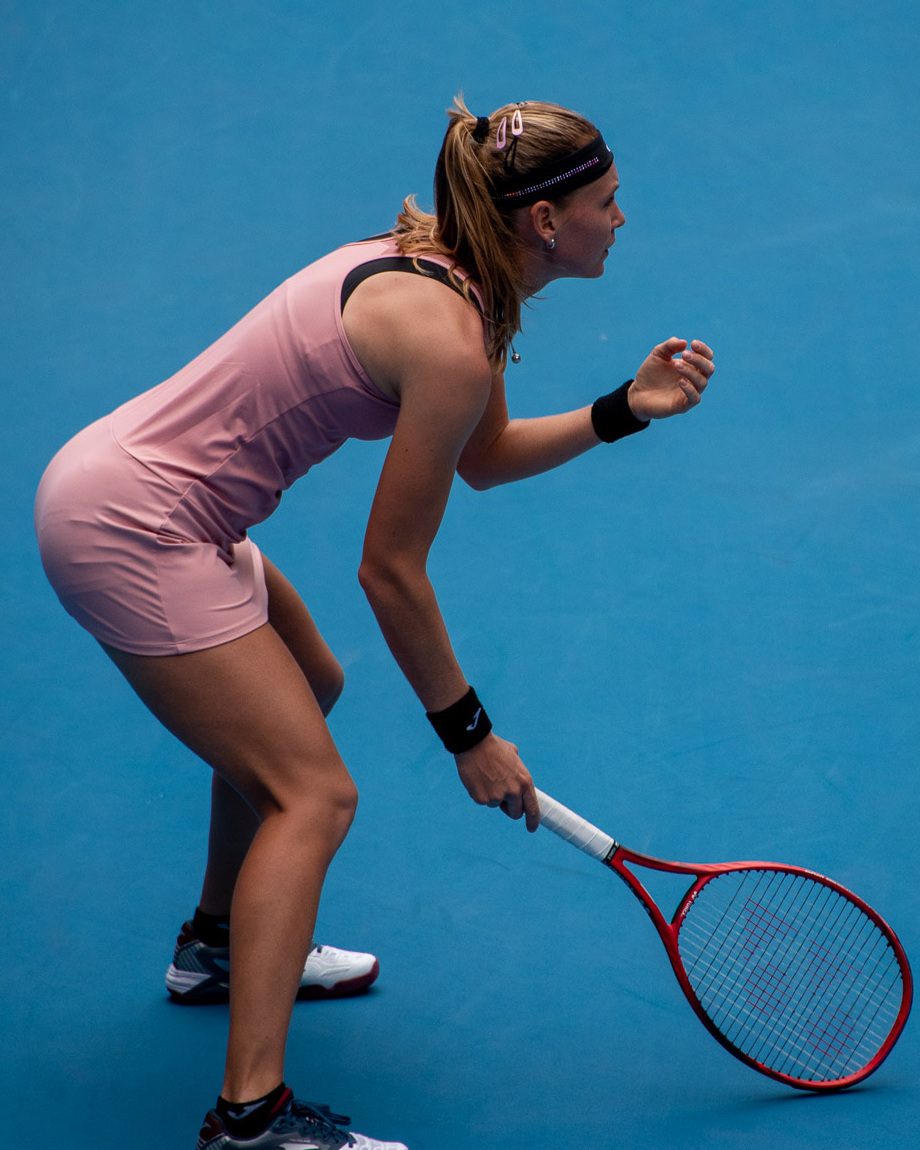
Bouzková op het Australian Open 2020 tijdens haar eersterondepartij tegen Naomi Osaka

| nr.              | finale     | toernooi       | ondergrond | partner               | tegenstanders                       | score            |         |
| ---------------- | ---------- | -------------- | ---------- | --------------------- | ----------------------------------- | ---------------- | ------- |
| gewonnen finales |            |                |            |                       |                                     |                  |         |
| 1.               | 2021-06-20 | WTA Birmingham | gras       | Lucie Hradecká        | Ons Jabeur Ellen Perez              | 6-4, 2-6, [10-8] | details |
| 2.               | 2021-07-18 | WTA Praag      | hardcourt  | Lucie Hradecká        | Viktória Kužmová Nina Stojanović    | 7-6, 6-4         | details |
| 3.               | 2022-04-24 | WTA Istanbul   | gravel     | Sara Sorribes Tormo   | Natela Dzalamidze Kamilla Rachimova | 6-3, 6-4         | details |
| 4.               | 2023-10-08 | WTA Peking     | hardcourt  | Sara Sorribes Tormo   | Chan Hao-ching Giuliana Olmos       | 3-6, 6-0, [10-4] | details |
| 5.               | 2023-10-15 | WTA Seoel      | hardcourt  | Bethanie Mattek-Sands | Luksika Kumkhum Peangtarn Plipuech  | 6-2, 6-1         | details |
| 6.               | 2025-06-28 | WTA Eastbourne | gras       | Anna Danilina         | Hsieh Su-wei Maya Joint             | 6-4, 7-5         | details |
| verloren finales |            |                |            |                       |                                     |                  |         |
| 1.               | 2020-08-16 | WTA Lexington  | hardcourt  | Jil Teichmann         | Hayley Carter Luisa Stefani         | 1-6, 5-7         | details |
| 2.               | 2021-04-11 | WTA Charleston | gravel     | Lucie Hradecká        | Nicole Melichar Demi Schuurs        | 2-6, 4-6         | details |
| 3.               | 2024-01-07 | WTA Auckland   | hardcourt  | Bethanie Mattek-Sands | Anna Danilina Viktória Hrunčáková   | 3-6, 7-6, [8-10] | details |

## Resultaten grandslamtoernooien
| Legenda | Legenda                          |
| ------- | -------------------------------- |
| g.t.    | geen toernooi gehouden           |
| l.c.    | lagere categorie                 |
| –       | niet deelgenomen                 |
| G       | uitgeschakeld in de groepsfase   |
| 1R      | uitgeschakeld in de eerste ronde |
| 2R      | uitgeschakeld in de tweede ronde |
| 3R      | uitgeschakeld in de derde ronde  |
| 4R      | uitgeschakeld in de vierde ronde |
| KF      | uitgeschakeld in de kwartfinale  |
| HF      | uitgeschakeld in de halve finale |
| F       | de finale verloren               |
| W       | het toernooi gewonnen            |
| w-v     | winst/verlies-balans             |

### Enkelspel
| toernooi        | 2018 | 2019 | 2020 | 2021 | 2022 | 2023 | 2024 | 2025 |
| --------------- | ---- | ---- | ---- | ---- | ---- | ---- | ---- | ---- |
| Australian Open | –    | –    | 1R   | 1R   | 2R   | 1R   | 1R   | 1R   |
| Roland Garros   | –    | 1R   | 1R   | 1R   | 2R   | 1R   | 3R   | 3R   |
| Wimbledon       | –    | 2R   | g.t. | 1R   | KF   | 4R   | 2R   | 2R   |
| US Open         | 1R   | 1R   | 1R   | 1R   | 2R   | 3R   | 2R   |      |

### Vrouwendubbelspel
| toernooi        | 2020 | 2021 | 2022 | 2023 | 2024 | 2025 |
| --------------- | ---- | ---- | ---- | ---- | ---- | ---- |
| Australian Open | 1R   | 1R   | 2R   | 2R   | 1R   | 1R   |
| Roland Garros   | 2R   | 1R   | –    | KF   | 2R   | –    |
| Wimbledon       | g.t. | KF   | 2R   | HF   | 2R   | 2R   |
| US Open         | –    | KF   | –    | –    | 3R   |      |

### Gemengd dubbelspel
| toernooi        | 2021 |
| --------------- | ---- |
| Australian Open | –    |
| Roland Garros   | –    |
| Wimbledon       | 1R   |
| US Open         | –    |